# Anyaisten (Genitrix)
A Genitrix (Anyaisten) Tihanyi László kortárs magyar zeneszerző operája. Az opera a Francia Állam és a bordeaux-i Nemzeti Operaház megrendelése François Mauriac novellája alapján 2007-ben készült el. 2007. november 25-én a bordeaux-i Grand-Théâtre mutatta be. A budapesti premierre 2008 márciusában került sor.

## Adatok
Opera két felvonásban François Mauriac azonos című novellája alapján francia nyelven.
- Keletkezés: 2001 – 2007
- Szövegkönyv: Tihanyi László és Alain Surrans
- Hossz: 2h 20'